# ヴェンデルシュタイン7-X

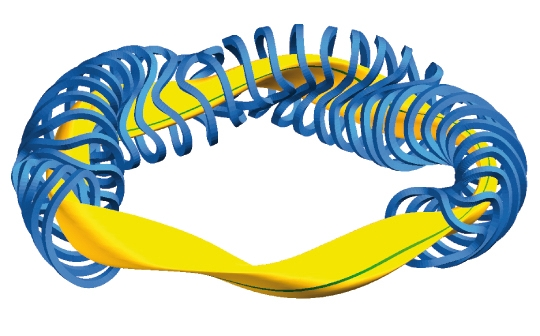
コイル（青）とプラズマ（黄）の図解。プラズマ表面の緑線は磁場。

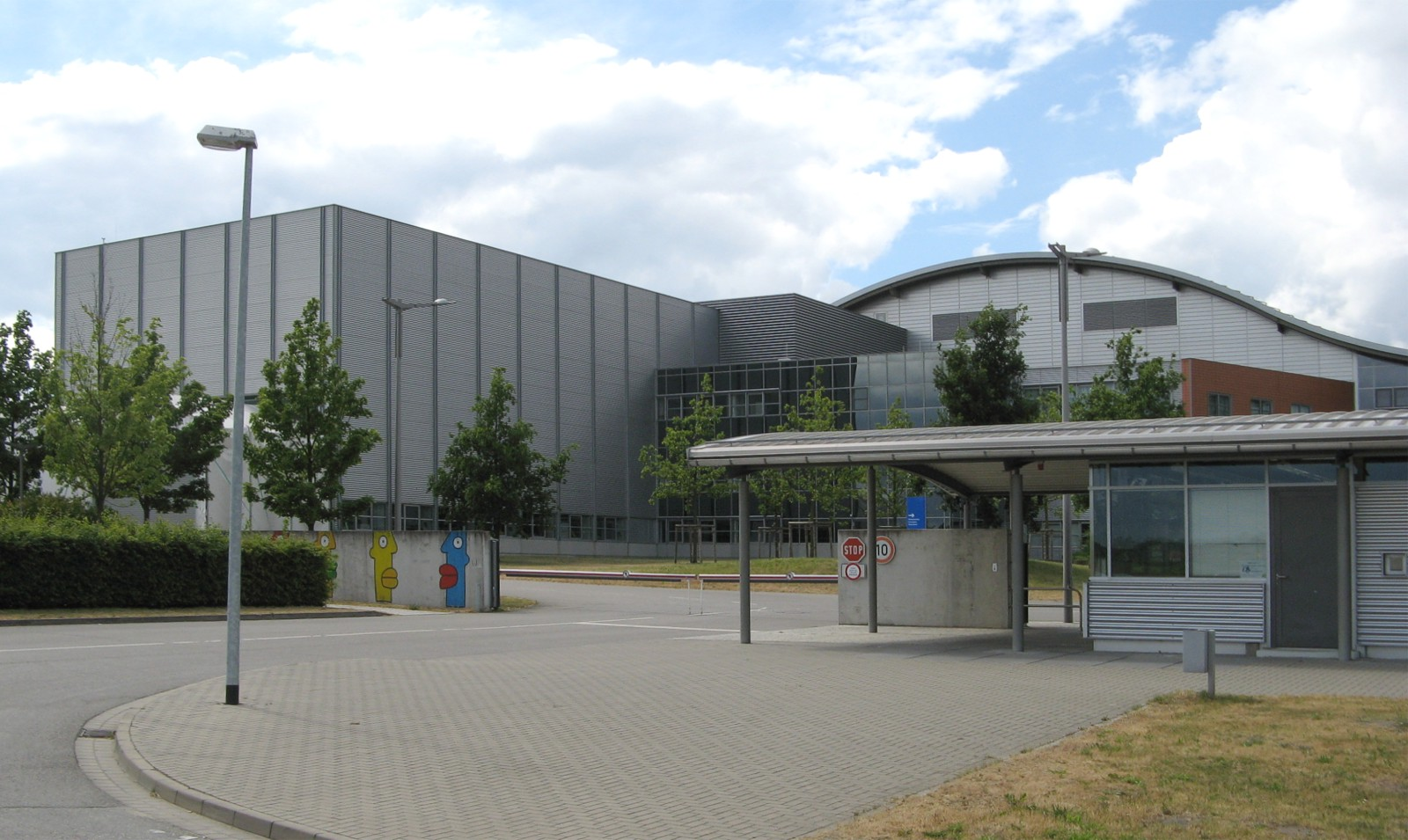
ヴェンデルシュタイン7-X研究施設の入口。

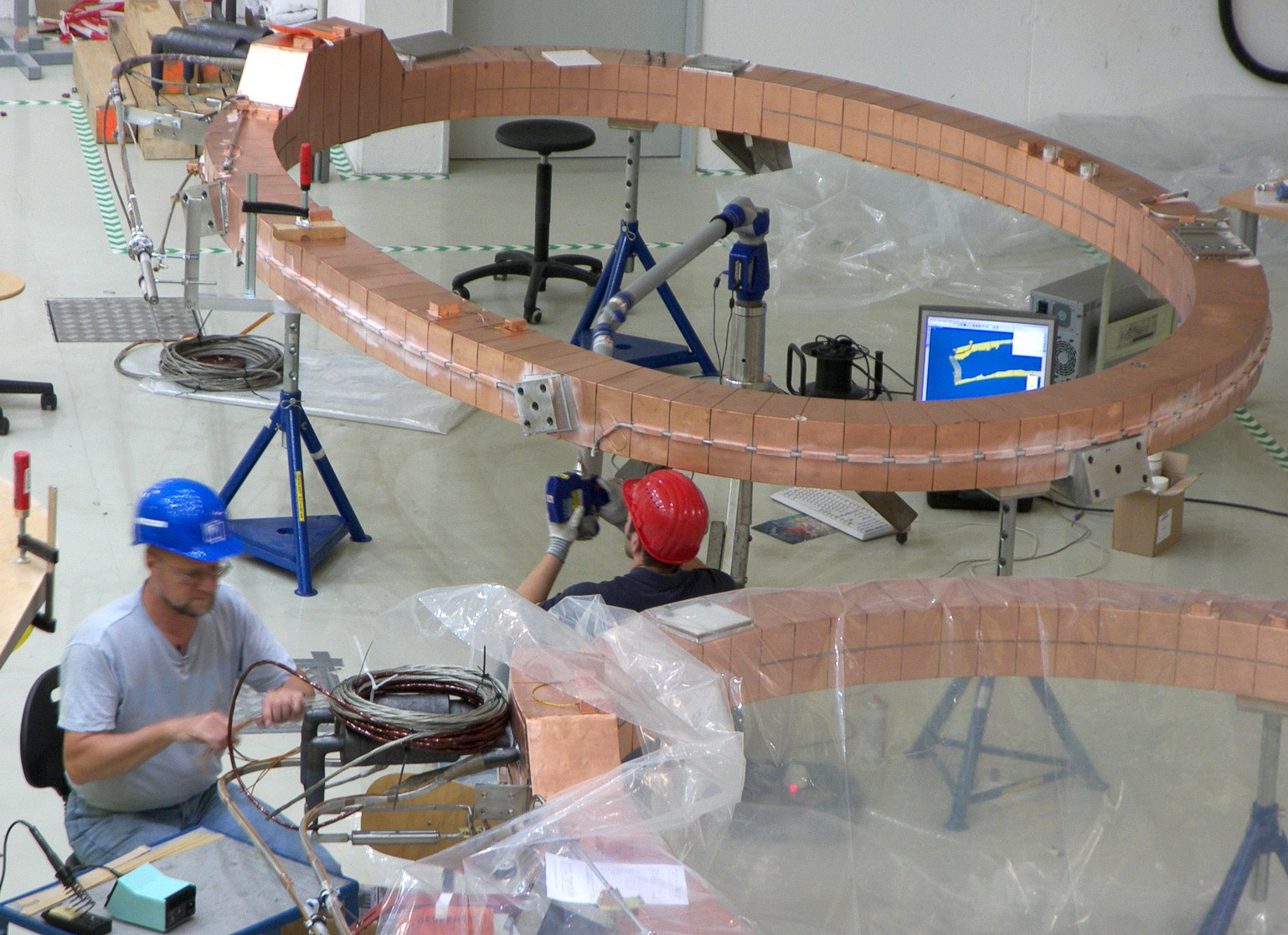
超伝導給電線を超伝導コイルに接続している様子

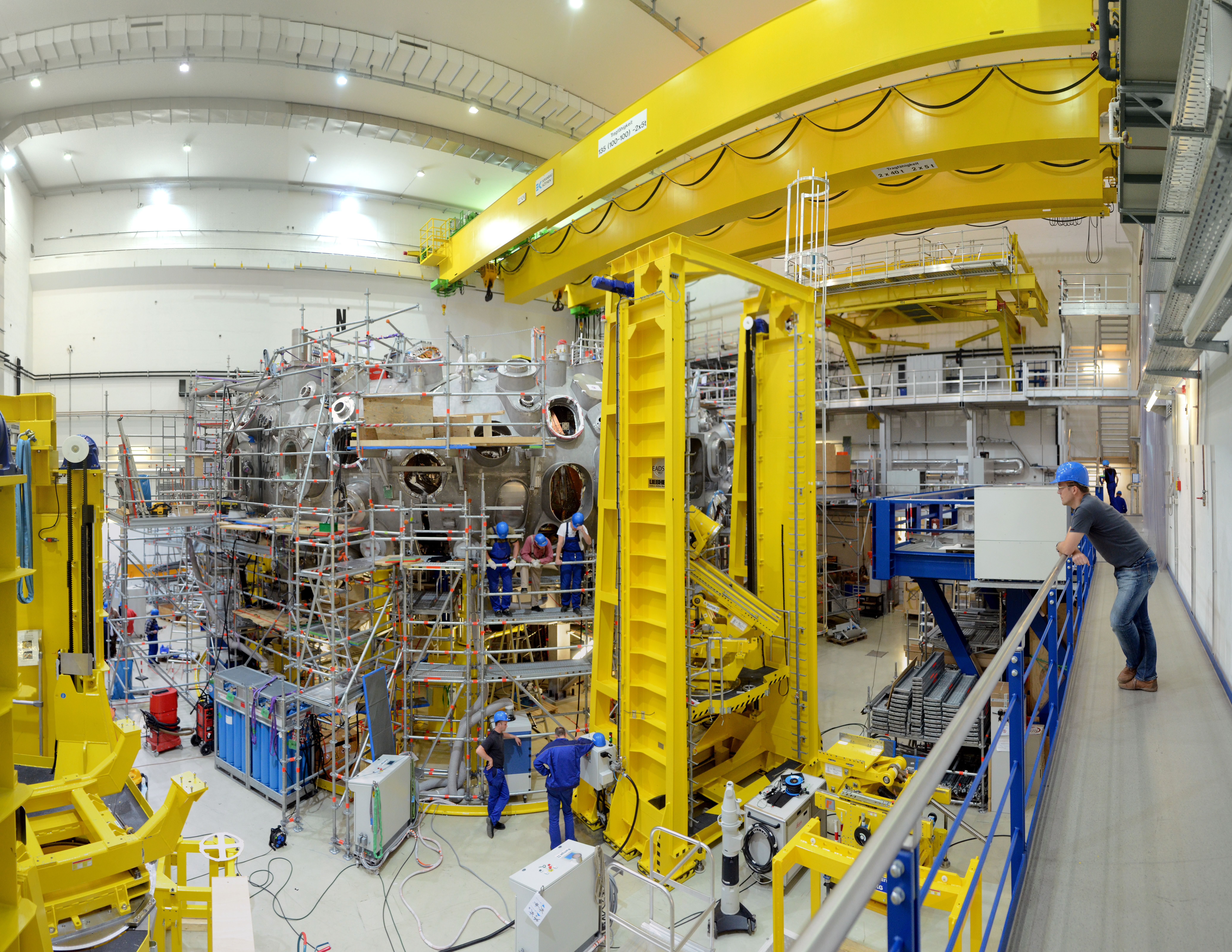
2012年5月時点での建設状態。トーラスやクレーンが見える。

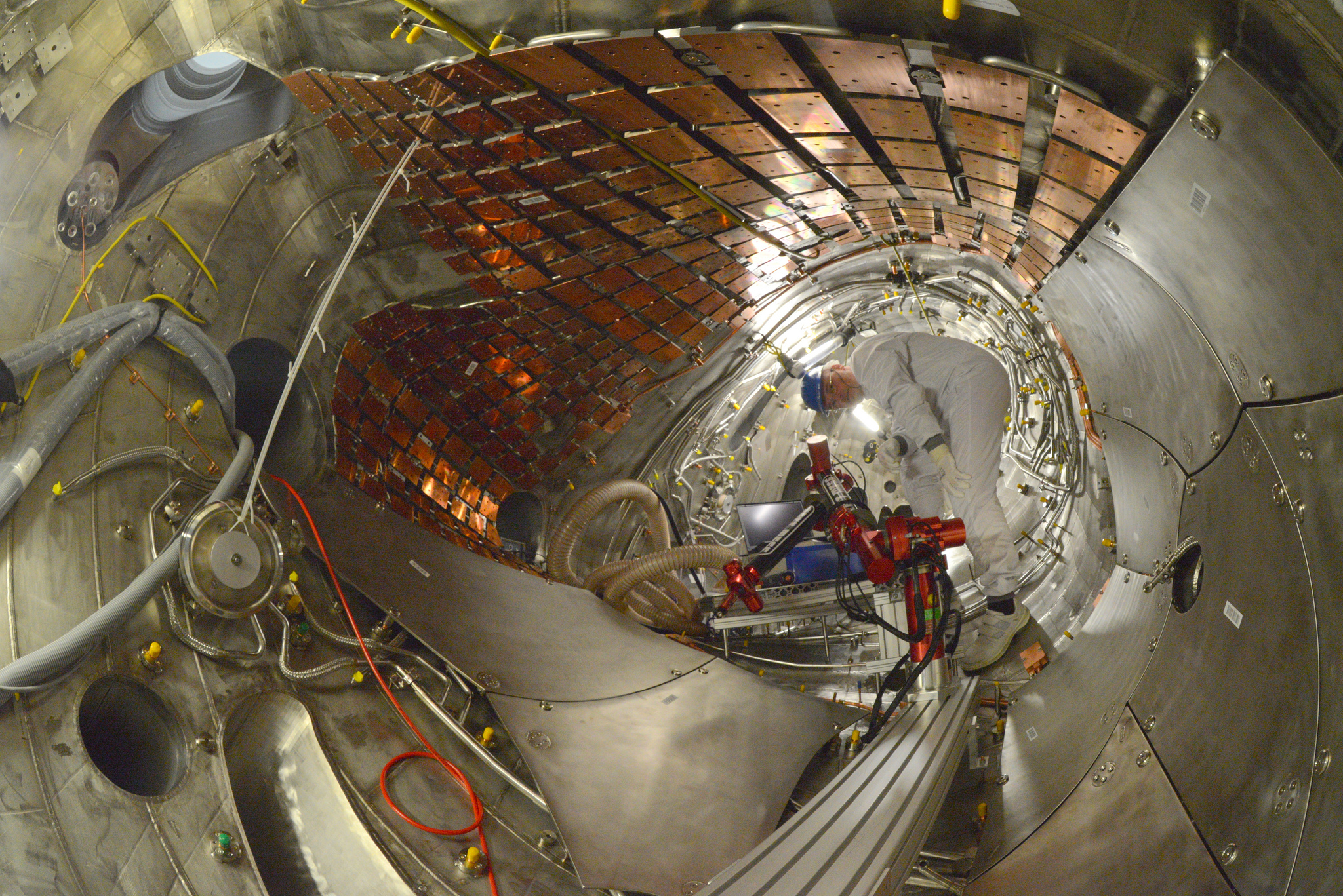
ヴェンデルシュタイン7-Xの炉の内部。プラズマと壁との衝突を防ぐ防壁となる、ステンレス製カバーと、銅製の水冷ジャケットを備えたダイバータ（グラファイト製タイルで覆われる前の様子）。

ヴェンデルシュタイン7-X(英語: Wendelstein 7-X、W7-X)とは、ドイツのグライフスヴァルトにあるマックス・プランクプラズマ物理学研究所が設置したヘリカル型の核融合実験炉。2015年10月に完成した。ヴェンデルシュタイン7-ASの発展形であり、将来的なヘリカル型核融合炉の主要部品の評価を主目的としている。
ヴェンデルシュタイン7-Xは、物理学者ライマン・スピッツァーが発案したヘリカル型のものとしては世界最大であり、30分以上のプラズマ放電を通して将来の発電所に不可欠な要素となる連続運転の実証実験を行う予定である。
プロジェクトの名称はヴェンデルシュタイン山から採られた。これはプリンストン大学が取り組んだ先行プロジェクトがマッターホルンにちなんで「Project Matterhorn」と名付けられたことに由来し、1950年代末に決められたものである。

## 設計と主要部品
ヴェンデルシュタイン7-Xの装置は、five field-periodのヘリカル型核融合炉を基に構成されている。50の非平面と20の平面の超伝導磁気コイルがトーラス形に配置されており、高さは3.5メートル、プラズマが炉壁と衝突しないように磁場が形成されている。50の非平面のコイルは、磁場を1m3当たり3×1020particleに、またプラズマの温度を6,000 - 1億3,000万Kとなるように調整されている。
主な構成要素は、磁気コイル、クライオスタット、プラズマ容器、ダイバータおよび加熱システムである。
アルミ被覆ニオブチタン合金製の超伝導コイルは、直径16メートルの断熱容器 (クライオスタット) に収められている。冷却装置は液体ヘリウムを冷媒として超伝導磁石を含む425トンの容器を4ケルビンまで冷却して超伝導状態を維持する。コイルは12.8 kAの電流により3テスラの磁場を形成する。
プラズマ容器は20の部品から構成される。内側には複雑な形状の磁場が存在し、プラズマの加熱と観測のための254のアクセスポート（穴）が設けられている。装置の全体は、実験室で組み立てられた5つのほぼ同一のモジュールから成る。
加熱システムは10メガワットのマイクロ波を最大10秒間、オペレーションフェーズ1(OP-1)では1メガワットを50秒間発生させ、電子サイクロトロン共鳴加熱(ECRH)を行う。水冷と防壁が完成したオペレーションフェーズ2(OP-2)では、8メガワットの中性粒子ビームも10秒間発生できるようになり、マイクロ波装置は真の定常状態に拡張される。
イオンサイクロトン共鳴加熱(ICRH)は、OP1.2.での物理演算によって利用可能となる。
センサーとプローブのシステムは、プラズマの重要な特性を測定する多種の技術に基づき、電子や電子密度の様子やイオン温度と同様に重要なプラズマ中の不純物、電子とイオン粒子の移動による放射状の電界を観測する。

## 歴史
ヴェンデルシュタイン7-Xは当初2006年の完成が見込まれていた。組み立ては2005年4月に始まったが、コイルに問題が発生し、修理に3年を要したため、スケジュールは2015年までずれ込んだ。
アメリカの3つの研究所からなる組織がこの計画のパートナーとなり、計画費用10.6億ユーロのうち750万ユーロを支払った。2012年には、プリンストン大学とマックス・プランク研究所がプラズマ物理の新しい共同研究センターを発表し、ヴェンデルシュタイン7-Xもこれに含まれた。
建設完了日は公式には開所式が行われた2014年5月20日とされている。容器の漏れの検査が終わった後、2014年初夏にはクライオスタットから排気がなされ、磁石のテストが2015年7月に完了した。
12月から1月にかけての初動作は炉の実行可能性のみを試す。また、1mgのヘリウムガスを使用した初のプラズマ実験は2015年12月10日に行われ、成功を収めた。結果として、プラズマの温度は1×106Kを記録し、内部のカメラとセンサーによって0.1秒程度持続することが観察された。水素を使った実験は2016年に開始される。
オペレーションフェーズ1（OP-1）は、2016年に開始されることが期待されている。